# Șovkopleasî, Novi Sanjarî
Șovkopleasî (în ucraineană Шовкопляси) este un sat în comuna Velîkîi Kobeleaciok din raionul Novi Sanjarî, regiunea Poltava, Ucraina.

## Demografie
Componența lingvistică a localității Șovkopleasî
     Ucraineană (97,19%)
     Rusă (2,81%)
Conform recensământului din 2001, majoritatea populației localității Șovkopleasî era vorbitoare de ucraineană (97,19%), existând în minoritate și vorbitori de rusă (2,81%).